# Gustelnica
Gustelnica – wieś w Chorwacji, w żupanii zagrzebskiej, w mieście Velika Gorica. W 2011 roku liczyła 118 mieszkańców.